# Scary Movie 4
Scary Movie 4 (englisch für ‚Gruselfilm 4‘) ist eine Horrorparodie aus der Scary-Movie-Filmreihe. US-Kinostart war am 14. April 2006.

## Handlung
Der Basketballspieler Shaquille O’Neal und Moderator Dr. Phil sind in einem Verlies gefesselt. Über einen Bildschirm meldet sich der Clown Billy und sagt ihnen, dass sich der Raum gerade mit einem Nervengas füllt und sie 120 Sekunden haben, um das Gegengift zu holen. Shaquille muss einen Stein im Basketballkorb versenken, um eine Säge zu bekommen. Allerdings sägt sich Dr. Phil den falschen Fuß ab und beide Gefangenen sterben.
Cindy Campbells Ehemann George ist gestorben und ihr Neffe Cody besucht eine Militärakademie, weshalb sie selbst einsam ist. Sie besucht ihren Schwager Tom Logan, der gerade trotz drei schöner Frauen im Bett unglücklich ist. Er versucht, sich mit einer Überdosis Tabletten das Leben zu nehmen, schluckt dabei aber versehentlich Viagra und bekommt eine riesige Erektion. Mit dem Gemächt voraus stürzt er aus einem Fenster in den Tod. Cindy nimmt einen Job bei einem Pflegedienst an und wird zur Seniorin Mrs Norris geschickt. Diese lebt in einem verfluchten Haus und bei der ersten Besichtigung kann der Chef Mr. Koji den Geist Toshio Saeki kaum verbergen. Im Nachbarhaus wohnt der überforderte Kranführer Tom Ryan, der gerade erfahren hat, dass Georges Freunde Mahalik und CJ eine homosexuelle Begegnung hatten. Er hat zwei Kinder, lebt aber getrennt.
Am nächsten Tag verlieben sich Cindy und Tom. Sie erzählt ihm vom Horror im Haus und von ihrem Boxkampf gegen Tiffany Stone. Während Stone diversen Leuten ein Ohr abbiss, starben George und einige andere Zuschauer durch Cindys Fehler, der zu tödlichen Genickbrüchen führte. Nach einem heftigen Unwetter tauchen Tripods, gigantische außerirdische Roboter mit drei Beinen, in der Stadt auf und vernichten die ersten Einwohner. Cindy begegnet Toshio Saeki in Mrs Norris’ Haus. Sie spricht in albernem Japanisch mit dem Geist, der ihr sagt, die Antwort liege im Herzen seines Vaters.
Tom verlässt mit seinen Kindern die Stadt, verliert aber sein Auto. Cindy trifft ihre alte Freundin Brenda Meeks wieder, die als Reporterin arbeitet. Mit einer Zündspule bekommen die beiden Frauen ein funktionierendes Auto. Nach Toshios Angaben fahren sie aufs Land und gelangen in ein seltsames Dorf, deren Einwohner an die Amischen erinnern. Sie werden als Fremdlinge festgenommen und vor Gericht gebracht. Henry Hale hat Angst vor den Unaussprechlichen. Der Ältestenrat spricht Cindy und Brenda frei, aber sie dürfen das Dorf nicht mehr verlassen. Währenddessen muss US-Präsident Harris eine Lesung von My Pet Duck verlassen und zu einem Treffen der Vereinten Nationen kommen. Dort stellt er eine Waffe gegen die Tripods vor, aber die Maschine sorgt dafür, dass Baxter und alle anderen Teilnehmer plötzlich nackt sind.
Tom und die Kinder geraten in einen Krieg zwischen dem US-Militär und den Aliens. Robbie läuft weg, weil er den Soldaten helfen will. Im Dorf wird Henry vom Dorftrottel Ezekiel erstochen. Im Sterben erzählt er Cindy, er sei Toshios Vater und dieser sei beim Boxkampf gestorben.
Tom und Rachel werden von einem Tripod geschnappt, der sich auch Cindy und Brenda einverleibt. Sie gelangen gefesselt in dasselbe Verlies wie anfangs Shaquille O’Neal und Dr. Phil. Billy drängt Cindy dazu, einen Schlüssel hinter ihrem Auge herauszuholen, was sie schafft, weil es ein Glasauge ist. Tom und die Kinder geraten in eine neue Falle. Auf einer Toilette sieht Cindy ein Herz und erkennt, dass Billy mit Henrys Frau Toshio gezeugt hat. Brenda macht sich an Billys Bruder Zoltar heran. Billy ist vom Verzeihen der Kinder beeindruckt, entschuldigt sich und lässt die Gefangenen frei. Die Invasion endet und Robbie und Rachel kommen zu ihrer Mutter, die einen alten Mann geheiratet hat.
Neun Monate später erzählt James Earl Jones, dass Brenda ein Kind mit Zoltar hat, Mahalik und CJ ihre Beziehung fortsetzen und Harris eine Ente liebt. Dann wird Jones von einem Bus überfahren. Tom tritt bei Oprah Winfrey auf und dreht völlig durch, als er von seiner Liebe zu Cindy redet.

## Hintergrund
| Figur                      | Darsteller        | Deutscher Sprecher       |
| -------------------------- | ----------------- | ------------------------ |
| Cindy Campbell             | Anna Faris        | Marie Bierstedt          |
| Brenda Meeks               | Regina Hall       | Bianca Krahl             |
| Tom Ryan                   | Craig Bierko      | Marcus Off               |
| Henry Hale                 | Bill Pullman      | Detlef Bierstedt         |
| US-Präsident Baxter Harris | Leslie Nielsen    | Hartmut Neugebauer       |
| Holly                      | Carmen Electra    | Ranja Bonalana           |
| Oliver                     | Michael Madsen    | Thomas Danneberg         |
| Marilyn                    | Molly Shannon     | Claudia Urbschat-Mingues |
| Robbie Ryan                | Beau Mirchoff     | David Turba              |
| Rachel Ryan                | Conchita Campbell | Laura Oettel             |
| Mahalik Phifer             | Anthony Anderson  | Tobias Meister           |
| CJ Iz                      | Kevin Hart        | Marcel Collé             |
| Shaquille O’Neal           | Shaquille O’Neal  | Tilo Schmitz             |
| Dr. Phil McGraw            | Dr. Phil McGraw   | Ernst Meincke            |
| Tom Logan                  | Charlie Sheen     | Benjamin Völz            |
| George Logan               | Simon Rex         | Julien Haggège           |
| Oprah Winfrey              | Debra Wilson      | Anke Reitzenstein        |
| Erzähler                   | James Earl Jones  | Roland Hemmo             |

Die deutsche Synchronisation entstand unter dem Dialogbuch von Marius Clarén und der Dialogregie von Sven Hasper durch die Synchronfirma FFS Film- & Fernseh-Synchron GmbH in Berlin.
Wie seine Vorgänger, so ist auch dieser Film eine Parodie mit zahlreichen Anspielungen auf andere bekannte Produktionen vornehmlich aus dem Genre des Horrorfilms. Die zentrale Grundlage bilden diesmal das Spielberg-Remake Krieg der Welten und der Film The Grudge – Der Fluch. Des Weiteren werden die Filme The Village – Das Dorf, Saw und Saw II, Der verbotene Schlüssel, Dark Water, The Ring, Brokeback Mountain, Land of the Dead, Jay und Silent Bob schlagen zurück, Hustle & Flow, 8 Mile und Million Dollar Baby parodiert sowie der damalige Präsident der Vereinigten Staaten, George W. Bush, Sänger Michael Jackson, der iPod und der Auftritt von Tom Cruise bei Oprah Winfrey. Zudem werden in einer kurzen Szene die US-Serien King of Queens und Lost auf den Arm genommen.
- Scary Movie 4 ist der zweite Film der Reihe, in dem die Figur Brenda Meeks nicht stirbt. Sie überlebte zuletzt den zweiten Film.
- Zum ersten Mal in der Filmreihe spielen zwei Prominente, in diesem Fall Shaquille O’Neal und Phil McGraw, sich selbst in einer Eröffnungssequenz.
- Der Waschraum, der den Schauplatz der Parodie auf den Film Saw darstellt, wurde für Rückblenden in Saw III verwendet; es sei günstiger jenen zu verwenden, als erneut eine Nachbildung anzufertigen, erklärte Regisseur Darren Lynn Bousman in einem Audio-Kommentar auf der DVD zu Saw III.
- Ursprünglich war eine House of Wax-Parodie geplant, in welcher auch zwei Schauspielerinnen aus dem Film, Paris Hilton und Elisha Cuthbert, vorkommen sollten. Dies wurde jedoch genauso gestrichen wie Parodien zu Red Eye und Verflucht.
- Debra Wilson spielte nicht nur in Scary Movie 4 die Rolle von Oprah Winfrey, sondern zuvor schon öfter in MAD TV.
- Die Ex-Freundinnen von Hugh Hefner, Bridget, Kendra und Holly, haben am Anfang des Films einen Kurzauftritt als drei Frauen, die den Darsteller von Tom – Charlie Sheen, der schon in Scary Movie 3 mitgespielt hat – bitten, doch wieder ins Bett zu kommen.
- Carmen Electra, die im ersten Film die Rolle der Drew Decker hatte, spielt in diesem Film die Rolle der Holly.
- Die drei US-amerikanischen Rapper Fabolous, Chingy und Lil Jon haben jeweils eine kurze Gastrolle.

## Kritiken
Scary Movie 4 erhielt ein schlechtes Presseecho, was sich auch in den Auswertungen US-amerikanischer Aggregatoren widerspiegelt. So erfasst Rotten Tomatoes überwiegend kritische Besprechungen und ordnet den Film dementsprechend als „Gammelig“ ein. Laut Metacritic fallen die Bewertungen im Mittel „Durchwachsen oder Durchschnittlich“ aus.
James Berardinelli schrieb auf ReelViews, der Film sei besser als Scary Movie 3, was er jedoch durch die abschätzige Bewertung des früheren Films relativierte. Er bemerkte kritisch die zahlreichen Cameo-Auftritte und schrieb, die „Qualität“ des Films lege einen Vertrieb nur in den Videotheken nahe.

„Die Qualität einer Parodie entscheidet sich vor allem aber durch die Originalität der Witze. Auch wenn die Auswahl der persiflierten Filme und Ereignisse sehr originell ist, wird sie doch nicht fortlaufend von geistreichen Witzen oder großen Schenkelklopfern begleitet. Stattdessen verlässt sich der Film zu oft auf billige Gags und verschießt einen wichtigen Teil seiner Komik bereits im Trailer. Damit bleibt Scary Movie 4 deutlich hinter seinem Potential zurück und wird eher zum Film für Fans der Reihe. Denn wer bei Scary Movie 3 richtig gelacht hat, wird sicher auch beim vierten Teil der Reihe genug Grund zum Lachen finden.“

„Vierte Folge der Scary Movie-Filmreihe, deren erklärtes Ziel es ist, in erster Linie das Horror- und Science-Fiction-Genre parodistisch auszuschlachten. Ohne eine erkennbar eigenständige Geschichte bietet der Film eine Abfolge von Persiflagen auf erfolgreiche Produktionen der letzten Jahre (vor allem Spielbergs Krieg der Welten), wobei er sich nur in wenigen Ausnahmen durch komödiantisches Fingerspitzengefühl auszeichnet. In den meisten Szenen herrschen Slapstick und Brachialhumor vor, was gelegentlich funkt, auf Dauer aber stark ermüdet und insgesamt gesehen nicht jedermanns Sache sein dürfte.“

## Fortsetzung
Zunächst schien eine weitere Fortsetzung unwahrscheinlich. Im Juni 2011 wurde von der Weinstein Company dann doch offiziell bestätigt, dass Scary Movie 5 am 20. April 2013 in die Kinos kommen werde. Anna Faris (Cindy) sollte wieder die Hauptrolle übernehmen. Auch Regina Hall (Brenda) sollte wieder mit dabei sein. Parodiert werden u. a. Scream 4, Paranormal Activity, Silent Hill, The Hills have Eyes und House of Wax. Im April 2012 gab Weinstein bekannt, dass der Regisseur von Undercover Brother, Malcolm D. Lee, Regie führen werde. David Zucker, der Regisseur von Scary Movie 3 und 4 übernahm den Posten des Produzenten und Co-Drehbuchautoren.
Im Juni 2012 wurde bekannt, dass die Dreharbeiten für den fünften Teil erst im Sommer desselben Jahres beginnen würden. Der Film kam am 25. April 2013 ins Kino, wobei Ashley Tisdale in diesem Film die Hauptrolle übernahm, da Anna Faris zum Zeitpunkt der Dreharbeiten schwanger war.